# Kanton Buis-les-Baronnies
Buis-les-Baronnies is een voormaligkanton van het Franse departement Drôme. Het kanton maakte deel uit van het arrondissement Nyons. Het werd opgeheven bij decreet van 20 februari 2014 met uitwerking op 22 maart 2015. Alle gemeenten werden opgenomen in het nieuwe kanton Nyons et Baronnies.

## Gemeenten
Het kanton Buis-les-Baronnies omvatte de volgende gemeenten:
- Beauvoisin
- Bellecombe-Tarendol
- Bénivay-Ollon
- Bésignan
- Buis-les-Baronnies (hoofdplaats)
- Eygaliers
- Mérindol-les-Oliviers
- Mollans-sur-Ouvèze
- La Penne-sur-l'Ouvèze
- Pierrelongue
- Plaisians
- Le Poët-en-Percip
- Propiac
- Rioms
- La Roche-sur-le-Buis
- Rochebrune
- La Rochette-du-Buis
- Saint-Auban-sur-l'Ouvèze
- Sainte-Euphémie-sur-Ouvèze
- Saint-Sauveur-Gouvernet
- Vercoiran